# تاكاشي مايدا
تاكاشي مايدا (باليابانية: 前田 隆) (1 أغسطس 1981 في فوكوكا في اليابان – )؛ هو لاعب كرة قدم سابق كان يلعب كمدافع.

## وصلات خارجية
- تاكاشي مايدا على موقع رابطة كرة القدم اليابانية للمحترفين (اليابانية)